# Sauro Tomà
Sauro Tomà (La Spezia, 4 dicembre 1925 – Torino, 10 aprile 2018) è stato un calciatore italiano, di ruolo difensore.
È stato l'ultimo superstite del Grande Torino degli anni quaranta dopo la scomparsa del secondo portiere Renato Gandolfi, avvenuta il 30 aprile 2011.
Arrivò al Torino nel 1947 proveniente dallo Spezia e scampò alla tragedia di Superga a causa dei postumi di un infortunio al menisco, che lo costrinse al ritiro a soli trent'anni, nel 1955.

## Biografia e carriera

### Spezia
Nato a Rebocco, quartiere della Spezia, iniziò la sua carriera calcistica nel Rapallo Ruentes e giocò nella Vogherese e poi nello Spezia, dopo essere stato notato da un dirigente della stessa durante una partita tra amici. Il ruolo che amava era quello di portiere, ma durante la selezione notò molti pretendenti per quel ruolo. Sostenne così la sua prova nel ruolo di terzino.

### L'arrivo nel Torino
La sua classe venne notata dagli osservatori di molte squadre, tra cui la Juventus e il Genoa, ma fu Ferruccio Novo che contattò la dirigenza della squadra ligure convincendolo a far parte del Torino, dove arrivò nel 1947.
Il suo ingresso nel Torino non fu dei migliori: il suo trasferimento fu inizialmente bloccato per presunti problemi polmonari. Tuttavia la motivazione non resse, infatti Tomà si sottopose a visite mediche per proprio conto e dimostrò la sua ottima salute. Il fatto era che il Torino voleva provare a tornare indietro sulla sua scelta iniziale, in quanto considerava l'acquisto di Tomà troppo impegnativo (la contropartita era la cessione allo Spezia di cinque giocatori), ma Tomà l'ebbe vinta.
Dopo le immediate scuse di Novo, per Tomà iniziò la carriera nella squadra granata, con il ruolo di sostituto di Virgilio Maroso, vittima di continui problemi muscolari.
Il suo esordio fu eclatante in quanto tutti i principali giornali sportivi gli dedicarono molti articoli. Da ricordare le sue eccellenti prestazioni durante la tournée compiuta nel 1947 dal Torino in Brasile, dove Tomà divenne presto famoso e conosciuto sia dagli italiani che dagli stessi brasiliani.
Una grande amicizia lo legava a Valentino Mazzola. Il capitano fu la prima persona che Tomà conobbe appena arrivato a Torino. Infatti fu il giocatore ligure a stare molto vicino al suo capitano nel periodo in cui questi divorziò dalla prima moglie (fatto allora malvisto da tutti) per risposarsi in seconde nozze.
Era soprannominato dai suoi compagni granata due metri e settanta perché non era abile nel rilanciare le palle insidiose dalla propria area; spesso i suoi rilanci non superavano i tre metri.

### La tragedia di Superga e il prosieguo della carriera
Durante una partita di campionato contro l'Atalanta riportò una lesione ai legamenti del ginocchio, dando così il via ad una serie di assenze in campionato. Malgrado le numerose visite a cui fu sottoposto dai migliori luminari dell'ortopedia, i guai al ginocchio continuarono a bloccare le sue presenze in squadra per il resto della stagione.
L'infortunio, tuttavia, si rivelò decisivo per il destino di Tomà. Infatti, quando il Torino partì per Lisbona per disputare contro il Benfica la partita di addio di Ferreira, Tomà non ricevette il consenso per giocare da parte del medico granata. Fu così che il difensore spezzino non andò in Portogallo con i compagni e, soprattutto, non salì sull'aereo di ritorno che, il 4 maggio 1949, poco prima di atterrare a Torino, si schiantò sul terrapieno dietro la basilica di Superga, provocando la morte di tutti i passeggeri.
In seguito alla tregedia Tomà confidò di non aver più provato felicità nel calcio.
Dopo la sciagura giocò ancora un anno con il Torino, ma non riuscì a trovare la serenità e la sua mente lo portava sempre a pensare alla tragedia di Superga e alla sua condizione di "sopravvissuto". Iniziarono anche screzi all'interno della società, dove Ferruccio Novo si buttò in una serie di acquisti incoerenti con la speranza di ricostruire quella squadra che non esisteva più. Tomà nel 1951 lasciò il Torino, che lui aveva sempre considerato il suo traguardo, per trasferirsi al Brescia, da cui l'anno successivo si trasferì nelle file della Carrarese, squadra in cui militò con buon profitto per un anno e in cui segnò le uniche due reti della sua carriera agonistica, contribuendo in modo determinante alla promozione in serie C. Si ritirò definitivamente dal calcio nel 1955, anno in cui concluse la sua carriera nel Bari.

### Dopo il ritiro
Tomà tornò a vivere a Torino, nelle vicinanze dello stadio Filadelfia, e negli anni successivi partecipò con interesse e impegno a tutte le iniziative riguardanti il Grande Torino. Fino alla pensione, gestì un'edicola di libri e giornali non distante da casa.
Essendo rimasto l'unico giocatore ad aver vissuto da protagonista la leggenda del Grande Torino, per lasciare la sua testimonianza scrisse molti libri, il più importante dei quali è Me Grand Turin, dove racconta tutta la sua carriera calcistica, dagli esordi alla sua esperienza nel Torino.

## Vita privata
Tomà si era sposato - prima ancora di approdare al Torino - con Giovanna, dalla quale ha avuto una figlia, Danila Amalia. Quest'ultima lo ha reso nonno di Chiara e Aurora.
È scomparso il 10 aprile 2018 all'età di 92 anni, dopo una lunga malattia.

## Palmarès

### Club

#### Competizioni nazionali
- Campionato italiano: 2

Torino: 1947-1948, 1948-1949
- Scudetto Dilettanti: 1

Bari: 1953-1954
- Serie C: 1

Bari: 1954-1955